# 黒森峠 (秋田県)
黒森峠（くろもりとうげ）は秋田県仙北郡美郷町から同県横手市にかけての峠。現在、秋田県道12号花巻大曲線が経由している。標高686 m。
明治16年（1883年）、仙北郡美郷町から岩手県境の笹峠までの荒川街道（三間道路）を開削したさいの、黒森山の北東鞍部に位置する峠

## 参考資料
- 「角川日本地名大辞典」編纂委員会『角川日本地名大辞典 5 秋田県』角川書店、1980年。ISBN 4-04-001050-7。